# Rudka (góra)

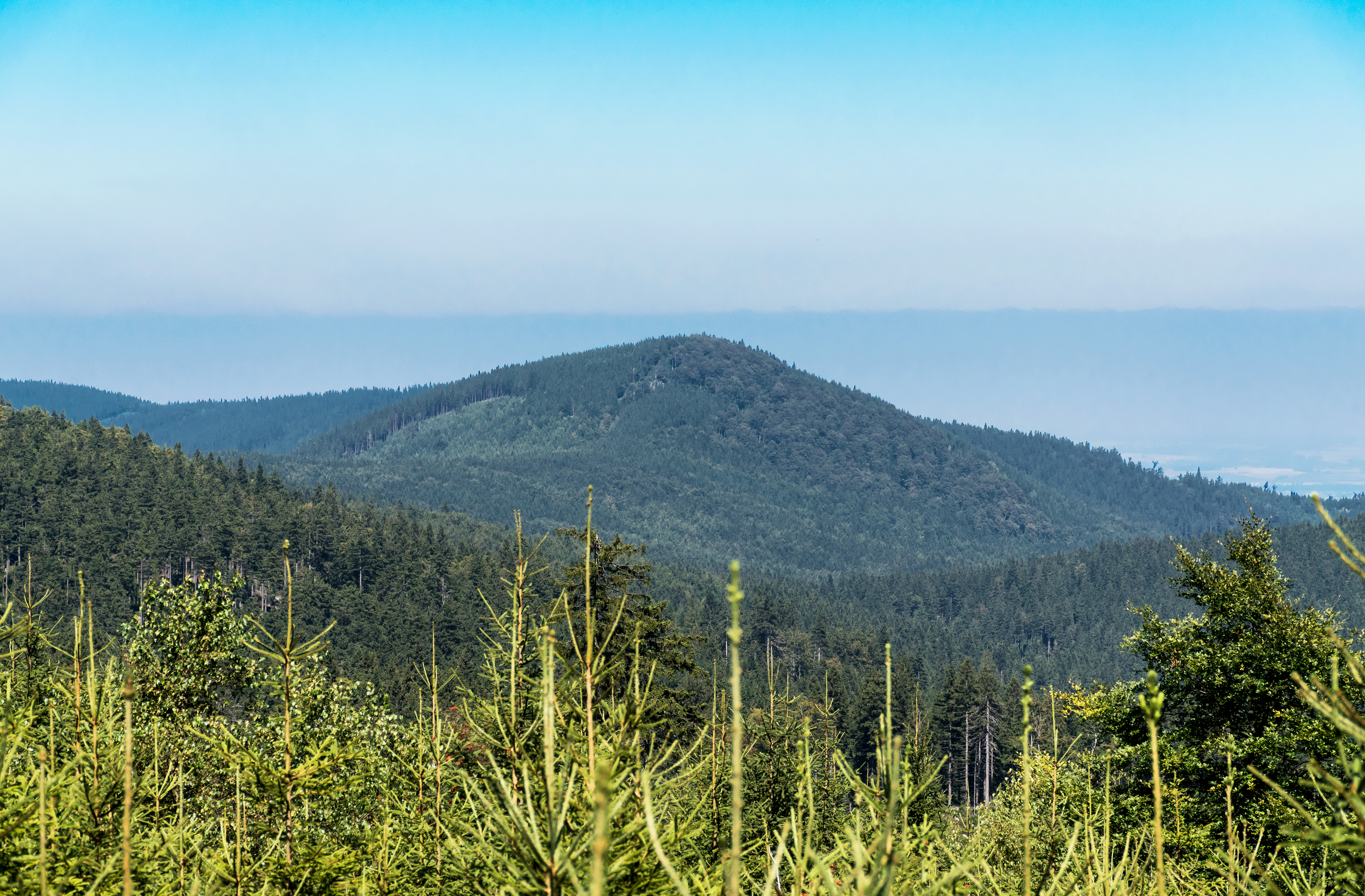
Rudka od południowego wschodu

Rudka (dawniej niem. Zechenberg, po 1945 r. również Mokrzyca) – góra ze szczytem na wysokości 956 m n.p.m. znajdująca się w Masywie Śnieżnika w Sudetach, na terenie Śnieżnickiego Parku Krajobrazowego w pobliżu wsi Sienna, Janowa Góra i Kletno.

## Geografia
Góra wznosi się w północnym, bocznym grzbiecie Śnieżnika odchodzącym od Żmijowca, pomiędzy dolinami dwu rzek: Siennej Wody i Kleśnicy.

## Geologia
Zbudowana jest z gnejsów śnieżnickich i łupków łyszczykowych, w których występują wapienie krystaliczne i amfibolity, należących do metamorfiku Lądka i Śnieżnika. W strefie ich kontaktu występuje bogate okruszcowanie i zmineralizowanie.

## Dawne górnictwo
Pod koniec XVI wieku ze zboczy Rudki ze strony obu dolin wydobywano galenę, a w XIX i na początku XX wieku rudy żelaza. Po 1948 roku od strony Kletna prowadzono również wydobycie rud uranu w ramach działalności zakładów Kopaliny. Ślady działalności górniczej w rejonie tej góry są do dziś widoczne w postaci hałd i sztolni.

## Przyroda
Rudka jest porośnięta świerkowym lasem regla dolnego z niewielkim przerzedzeniem w okolicy szczytu. Brzegiem tego lasu przebiega granica Śnieżnickiego Parku Krajobrazowego.